# Pierre Clostermann
Pierre Clostermann (Curitiba, Brasil, 28 de febrero de 1921 - Montesquieu-des-Albères, Francia, 22 de marzo de 2006) fue un piloto de aviación militar francés, as de la Segunda Guerra Mundial, escritor, ingeniero y político.

## Biografía
Nacido en la ciudad de Curitiba en Brasil y graduado del Colegio Ryan de Los Ángeles, California, Clostermann se alistó en la Fuerza Aérea Libre Francesa en 1942. Logró sus primeros dos derribos el 27 de julio de 1943, al abatir a dos Focke-Wulf Fw 190 sobre los cielos de Francia, a los mandos de un Supermarine Spitfire del escuadrón N.º 341 "Alsace". Un mes después, Clostermann tuvo algunos problemas con sus compañeros de escuadrón debido a su implicación en la muerte del líder de escuadrón, y uno de los aviadores más famosos de las fuerzas gaullistas, René Mouchotte por lo que pidió y obtuvo su transferencia al escuadrón N.º 602.
En octubre de 1943, Clostermann es reasignado al escuadrón N.º 602 de la RAF donde comenzó su exitosa carrera de as. En ese escuadrón voló numerosas misiones que incluyeron intercepciones aéreas, escolta de bombarderos, intercepción a gran altura sobre la base naval de la Marina Británica en Scapa Flow, ametrallamiento o bombardeo de los sitios de lanzamiento de las V-1. Pierre Clostermann participó en el Día D y fue uno de los primeros pilotos aterrizar sobre suelo francés liberado, el 18 de junio de 1944, exactamente 4 años después de que Charles de Gaulle pronunciase su famoso discurso por la radio instando a los franceses a proseguir la lucha. Un tiempo después, Clostermann fue condecorado con la Distinguished Flying Cross (DFC) y luego reasignado al Cuartel General de la Fuerza Aérea Francesa.
En el mes de diciembre de 1944, extrañando la acción, Clostermann retornó a los escuadrones de primera línea ignorando las órdenes formales de Charles de Gaulle, que quería preservarlo como un modelo viviente de la nueva Francia. Voló el nuevo Hawker Tempest Mk. V con el escuadrón N.º 274 de la RAF en misiones de caza y ataque. El 24 de marzo de 1945, Clostermann resultó herido en la pierna alcanzado por el fuego de un flak alemán y fue hospitalizado por una semana tras su aterrizaje forzoso. A partir del 8 de abril de ese mismo año se convirtió en el líder del escuadrón N.º 3 de la RAF, y el 27 de ese mismo mes en el comandante provisorio del Ala N.º 122 de la RAF. El 27 de julio de 1945, Clostermann se retiró de la RAF.

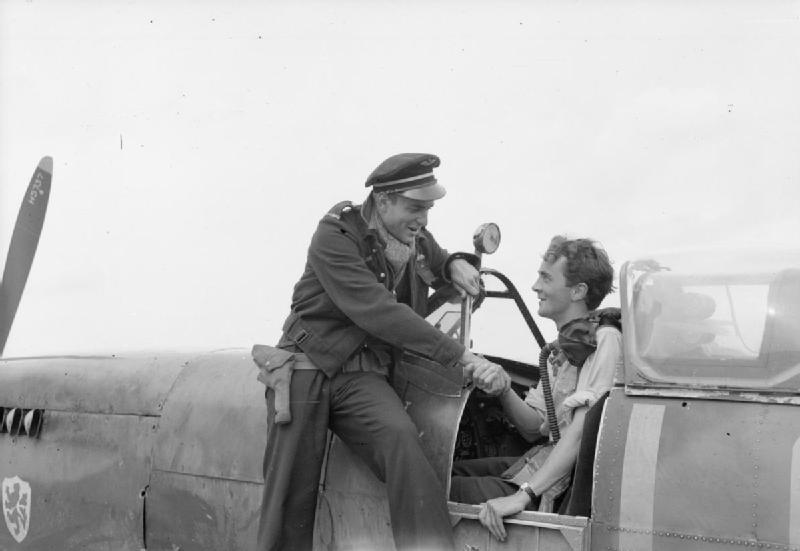
El sub teniente Pierre Clostermann (izquierda) felicita al teniente Ken L.Charney, todavía sentado en la cabina de su Supermarine Spitfire Mark IXB, a su regreso a la base B11 en Longues en Normandía, después de que cada uno de ellos derribó un FW 190.

En 432 salidas, Pierre Clostermann derribó 23 aviones enemigos, en su mayoría cazas, y 5 más probables [cita requerida]. Además, él dice haber destruido 225 camiones, 72 locomotoras o vagones, 5 tanques y 2 buques torpederos[cita requerida]. Muchas referencias le acreditan entre 29 y 33 victorias aéreas[cita requerida]. Estos, probablemente incluyan sus “victorias en tierra” (aviones destruidos en los aeródromos, no en vuelo) que no eran reconocidos por la RAF. Sin embargo, recientes análisis más detallados de sus reportes de combate y de los registros de su escuadrón indican que su verdadero récord era de 11 destruidos y 7 probables, lo que da un total de entre 15 y 18 (ver "Aces High" Christopher Shores & Clive Williams, Grub Street 1994)
Luego de la guerra, Clostermann continuó su carrera como ingeniero, participando en la creación de la empresa francesa Reims-Aviation, actuando como representante de Cessna y trabajando para Renault. Paralelamente, Clostermann tuvo una exitosa carrera política, siendo elegido para la Asamblea Nacional Francesa durante 8 periodos entre 1946 y 1969. También se re-enlistó nuevamente en la Armée de l'Air (Fuerza Aérea Francesa) en 1956-57 para volar misiones de ataque al suelo durante la Guerra de Argelia.
Clostermann escribió Le Grand Cirque (El Gran Circo), un relato de sus experiencias en la Segunda Guerra Mundial, y según William Faulkner, el mejor libro de aviación sobre el conflicto[cita requerida]. Otro libro menos conocido de Pierre Clostermann es Feu du Ciel (Fuego en el Cielo) que fue editado en 1957 e incluye una colección de relatos sobre combates aéreos tanto de los aliados como del eje. Otro libro de interés sobre el tema es, lanceros del cielo, apasionantes memorias de sus combates sobre los cielos de Europa.

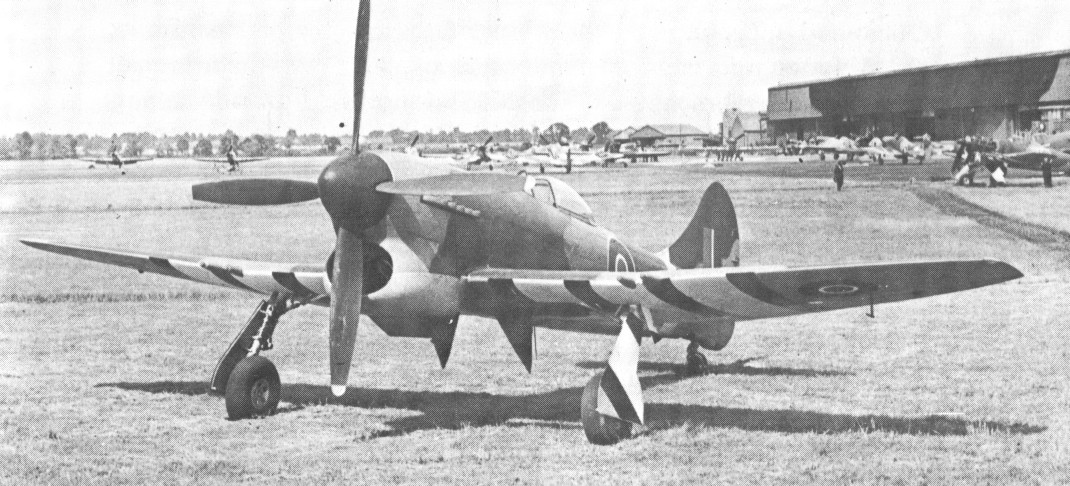
Pierre Clostermann a voló el Hawker Tempest durante la campaña de Holanda en 1945.

Clostermann asegura que durante uno de sus viajes se accidentó y regreso en un bote pero cuando llegó a la orilla había una mordida de tiburón de 2 metros de diámetro el aseguraba que su bote había sufrido un ataque de un megalodon.

## Carta a los pilotos argentinos
En el año 1982, Clostermann, ante el valor demostrado por los pilotos argentinos durante la Guerra de Malvinas, escribió:

A vosotros, jóvenes argentinos compañeros pilotos de combate quisiera expresaros toda mi admiración. A la electrónica más perfeccionada, a los misiles antiaéreos, a los objetivos más peligrosos que existen, es decir los buques, hicisteis frente con éxito. A pesar de las condiciones atmosféricas más terribles que puedan encontrarse en el planeta, con una reserva de apenas pocos minutos de combustible en los tanques de nafta, al límite extremo de vuestros aparatos, habéis partido en medio de la tempestad en vuestros «Mirage», vuestros «Etendard», vuestros «A-4», vuestros «Pucará» con escarapelas azules y blancas. A pesar de los dispositivos de defensa antiaérea y del los SAM de buques de guerra poderosos, alertados con mucha anticipación por los «AWACS» y los satélites norteamericanos, habéis arremetido sin vacilar.

Nunca en la historia de las guerras desde 1914, tuvieron aviadores que afrontar una conjunción tan terrorífica de obstáculos mortales, ni aun los de la RAF sobre Londres en 1940 o los de la Luftwaffe en 1945.

Vuestro valor ha deslumbrado no sólo al pueblo argentino sino que somos muchos los que en el mundo estamos orgullosos que seáis nuestros hermanos pilotos.

A los padres y a las madres, a los hermanos y a las hermanas, a las esposas y a los hijos de los pilotos argentinos que fueron a la muerte con el coraje más fantástico y más asombroso, les digo que ellos honran a la Argentina y al mundo latino.

¡Ay!: la verdad vale únicamente por la sangre derramada y el mundo cree solamente en las causas cuyos testigos se hacen matar por ella.

## Honores

### Medallas
- Coronel (reserva) de la Fuerza Aérea Francesa
- Gran Cruz de la Legión de Honor Francesa
- Compagnon de la Libération (Compañero de la Liberación)
- Médaille Militaire (Medalla Militar)
- Croix de guerre con 19 palmas (la mayor cantidad posible) (Cruz de Guerra 1939-45)
- Croix de la Valeur Militaire con 2 citaciones (Cruz al Valor Militar)
- Distinguished Flying Cross de la RAF (Cruz de Vuelo Distinguido)
- Silver Star (Estrella de Plata)
- Air Medal (Medalla Aérea)